# 日南まみ
日南 まみ（ひなみ まみ、1995年〈平成7年〉12月13日 - ）は、日本のグラビアモデル、レースクイーン。北海道出身。愛称は「まみたん」。

## 略歴
2019年からイベントコンパニオンとして東京ゲームショウや東京モーターショーなどに参加。2020年にSUPER GTの「T-DASH JLOCエンジェル」に選ばれ、レースクイーンとしてデビュー。
2021年にイー・スマイルの所属となり、「ENEOS GIRLS」としてSUPER GT500クラス（TGR TEAM ENEOS ROOKIE）のレースクイーンを担当。2022年も「ENEOS GIRLS」を継続する傍ら、「ルーキープリティ」（ORC ROOKIE Racing）としてスーパー耐久のレースクイーンも務めた。
2022年1月14日から16日にかけて開催された東京オートサロンでは、イメージガール『A-class』の一員として出演。なお、松田蘭とは2021年度メンバーのセレクション審査でも共にエントリーしていたが、いずれも落選しており、揃ってリベンジを果たす結果となった。
同年8月にはGMOアダムが主催する『日本グラビアクイーンコンテスト』にエントリー。同社が冠スポンサーとなった『Adam by GMO 日本レースクイーン大賞2022』ではAdam賞を受賞した。
2023年の東京オートサロンではSHIBATIREブースのモデルとして参加。共演メンバーは2022年に共働した米倉みゆの他、新唯、小湊美月（いずれも2021年のA-classメンバー）、池永百合（元delaメンバー）。
2023年1月20日、『Weds Sport Racing Gals』（RACING PROJECT BANDOH）の2023年度メンバーに就任。イー・スマイルにとっては8年連続のWedsレースクイーン起用となり、北海道出身者としては2006年の三苫千景以来17年ぶりとなった。『日本レースクイーン大賞2023』では、Weds Sport Racing Galsのコスチュームがコスチュームグランプリを受賞した他、自身もヤングチャンピオン賞を受賞した。
2023年7月、井上尚弥世界戦のラウンドガールを仲俣由菜、松藤茉鈴、吉澤遥奈とともに担当。同年10月のD1 GRAND PRIX・オートポリス戦でレースクイーンとして参加。新唯と共演。
2024年1月14日、『STANLEYレースアンバサダー』（STANLEY TEAM KUNIMITSU）に選ばれたことを発表。
2025年1月11日、日本レースクイーン大賞から大会名を変更した『レースアンバサダーアワード2024』で大賞5名の中に入った他、メディバンネップリ賞も受賞。同年度も引き続きSTANLEYレースアンバサダーを務めるが、TAS2025終了後の同月13日にイー・スマイルを退所したことを自身のSNSで発表した。同年7月には東京サマーランドで行われた「真夏の水着祭」に出演。
2025年7月より、BreakingDownのラウンドガール「Breaking Girl」を務める。なお、BreakingDown出場選手であるとしぞうとは高校の同級生である。

## 人物
姉が1人おり、「ぱん」「らう」という犬を飼っている。学生時代は吹奏楽部に入っていた。好きな色は白、ピンク、紫。

## レースクイーン歴
| 年     | カテゴリー   | クラス | チーム名                                              | 他メンバー                                                        |
| ------ | ------------ | ------ | ----------------------------------------------------- | ----------------------------------------------------------------- |
| 2020年 | SUPER GT     | 300    | T-DASH JLOCエンジェル                                 | 花咲来夢、緒方咲、林星香                                          |
| 2021年 | SUPER GT     | 500    | TGR TEAM ENEOS ROOKIE 「ENEOS GIRLS」                 | 今井みどり                                                        |
| 2022年 | SUPER GT     | 500    | TGR TEAM ENEOS ROOKIE 「ENEOS GIRLS」                 | 今井みどり                                                        |
| 2022年 | スーパー耐久 | ST-Q   | ORC ROOKIE Racing 「ルーキープリティ」                | 野田桃加、不破アンナ、梨衣名                                      |
| 2023年 | SUPER GT     | 500    | TGR TEAM Weds Sport BANDOH 「Weds Sport Racing Gals」 | 霧島聖子、南真琴、北川美麗                                        |
| 2024年 | SUPER GT     | 500    | STANLEY TEAM KUNIMITSU 「STANLEYレースクイーン」      | 森脇梨々夏                                                        |
| 2025年 | SUPER GT     | 500    | STANLEY TEAM KUNIMITSU 「STANLEYレースクイーン」      | 森脇梨々夏                                                        |
| 2025年 | スーパー耐久 | ST-Z   | TEAM ZEROONE 「ラフィーネレディ」                     | 央川かこ、佐々木美乃里、林れむ、石垣果蓮、森谷花香、RiO、広瀬晏夕 |

## 出演

### テレビ番組
- テレ東音楽祭2020秋（テレビ東京系列、2020年9月30日放送） - PUFFYのバックに登場するRQとして小湊美月らと共に参加[26]
- 一夜づけ（テレビ東京、2022年1月11日 - 13日未明放送）- A-classとして東京オートサロンのプロモーションを行う[27]

### ウェブラジオ
- 日南まみのまみたん日和♡（2024年3月3日 - 、ラジオクロニクル）

### 雑誌
- 三栄「GOLF TODAY」GTバーディーズ（2020年11月号より[雑誌 3]）
- ヤングチャンピオン

### イベント
- 東京ゲームショウ2019「日本HP」ブースコンパニオン[2]
- CEATEC JAPAN2019「JTB」ブースコンパニオン
- 東京モーターショー2019「日野自動車」ブースコンパニオン[3]
- 東京オートサロン2022 イメージガール「A-class」（2022年1月14日 - 16日、幕張メッセ）[7]
- 東京オートサロン2023「SHIBATIRE」ブースコンパニオン（2023年1月13日 - 15日、幕張メッセ）[11]
- 近代麻雀水着祭2023 -PEAK&PINE COLLECTION-（2023年4月30日・しらこばと水上公園）[28]
- D1 GRAND PRIX 2023 Rd.7&8「SHIBATIRE」レースクイーン（2023年10月28日 - 29日、オートポリス）[17]
- 東京オートサロン2024「Weds Sportブース・MOTOR SPORTトークショー」（2024年1月13日・14日、幕張メッセ）[29]
- 東京ゲームショウ2024「SAMSUNG」ブースコンパニオン （2024年9月26日 - 29日）[30]
- Prime Video Boxing 10 ラウンドガール（2024年10月13日） - 赤城ありさと共に担当[31]
- BreakingDown ラウンドガール（2025年7月 - ）[23]

## 書籍

### デジタル写真集
- レースクイーンがランジェリー着て何が悪いの？（2025年2月21日、小学館［週刊ポストデジタル写真集］、撮影：カノウリョウマ）[32]